# Ува-Паранагама (підрозділ окружного секретаріату)
Підрозділ окружного секретаріату Ува-Паранагама — підрозділ окружного секретаріату округу Бадулла, провінції Ува, Шрі-Ланка. Складається з 68 Грама Ніладхарі.